# Bambusa multiplex var. Golden goddess
Bambusa multiplex 'Golden goddess' o Bambusa glaucescens ‘Golden goddess' és originària del sud-est de la Xina.

## Característiques
Cespitos. És un bambú petit molt graciós que creix en mates denses. El seu follatge verd tendre i molt lleuger és el seu principal atractiu.

## Exigències
Aquest bambú d'origen tropical tem el fred. Caldrà reservar-lo per a un cultiu en test en interior o si està plantat en la terra en situació molt abrigada.

## Utilitzacions
Test, jardinera, mata aïllada, tanca.

## Ús
El seu port en mata i la seva altura reduïda li fan una planta d'apartament agraïda per poc que se li faciliti una claredat i una humitat suficients.